# 료 (배우)
료(りょう, 1973년 1월 17일 ~ )는 일본 사이타마현 출신의 배우, 모델, 가수이다. 구 예명은 涼이며, 본명은 미야타 유미코(宮田 ゆみ子), 결혼 전 성은 사토(佐藤)이다.
사이타마현 하토가야 시 출신. 소속사는 켄온. 남편은 BRAHMAN의 TOSHI-LOW.

## 인물
15세 때 하라주쿠에서 스카우트되어 모델 활동을 시작했다.
1996년 《롱 베케이션》을 통해 연기자 활동을 시작했고, 후에 《라스트 크리스마스》, 《사프리》 등에 출연한다.
2003년 4월 1일 TOSHI-LOW와 결혼했으며, 2005년 7월 27일 장남을 출산했다.

## 출연작

### 드라마
- 1996년 《롱 베케이션》 - 히무로 루미코 역
- 1996년 《신 목요괴담 '사이보그'》 - 아미 역
- 1997년 《사랑의 바캉스》 - 스도 유키 역
- 1997년 《페이스》 - 츠키시마 아야 역
- 1998년 《너무 사랑하지 않아 다행이야》 - 다카자와 나츠미 역
- 1999년 《여의》 - 류 교쿠레이(중국인)역
- 1999년 《나오미》 - 카이 나오미 역
- 2000년 《러브 콤플렉스》 - 히라기 사다 역
- 2001년 《HERO》 - 도노 카오루 (9회 게스트) 역
- 2002년 《사람에게 상냥하게》 - 히나타 유 역
- 2002년 《바벨~The Tower of Babel~》 - 키사키 카오루 역
- 2002년 《잠들지 않는 밤을 안고》 - 메이린 (중국인) 역
- 2002년 《괴담 백가지 이야기》 - 가구야 공주 역
- 2002년 《연기자.》 - 미츠키 역
- 2003년 《메시지~말이 배반해 간다》 - 나가세 에리 역
- 2003년 《당신의 인생을 옮겨드립니다!》 - 다카기 마리코 (5회 게스트) 역
- 2004년 《나와 그녀와 그녀가 살아가는 길》 - 오야마 카나코 역
- 2004년 《이혼 변호사》 - 쿠로사와 치사토 (5회 게스트) 역
- 2004년 《가장 소중한 데이트 도쿄의 하늘, 상하이의 꿈》 - 츠보우치 에미 역
- 2004년 《팔묘촌》
- 2004년 《라스트 크리스마스》 - 시바타 사치코 역
- 2006년 《시효경찰》 - 사에도 미도리 (9회 게스트) 역
- 2006년 《톱 캐스터》 - 호사카 토모요 (5회 게스트) 역
- 2006년 《7인의 여변호사》 - 카와구치 사치코 (9회 게스트) 역
- 2006년 《드라마 콤플렉스 바이러스 패닉 2006 여름~거리는 감염됐다~》 - 도모토 후사요 역
- 2006년 《사프리》 - 다나카 미즈호 역
- 2006년 《8월의 무지개》 - 레이 역
- 2007년 《섹시 보이스 앤 로보》 - ZI(쿄코) (6회 게스트) 역
- 2007년 《죽는 줄 알았네》 - Case08 게스트 역
- 2007년 《반짝반짝 연수의》 - 키노시타 미카코 역
- 2007년 《맨발의 겐》 - 하야시 키요코 역
- 2007년 《의룡-Team Medical Dragon-2》 - 도가시 유카리 (1회 게스트) 역
- 2007년 《오키나와■남자■도망갔다》 - 미와 역
- 2008년 《호카벤》 - 구도 레이코 역
- 2008년 《톱 세일즈》 - 무라카미 타에 (1회, 2회 게스트) 역
- 2008년 《코드 블루 -닥터헬기 긴급구명-》 - 미츠이 칸나 역
- 2008년 《유성의 인연》 - 아리아케 토코 역
- 2009년 《취업활동 아가씨》 - 에무라 나오미 역
- 2009년 《제니게바》 - 노노무라 사치코 역
- 2009년 《결혼활동!》 - 다카쿠라 마코토 역
- 2009년 《기묘한 이야기 자살자 재활용법》 - 카미야 역
- 2010년 《코드 블루 -닥터헬기 긴급구명-II》 - 미츠이 칸나 역
- 2010년 《조커 용서받지 못할 수사관》 - 카타기리 사에코 역
- 2010년 《수의사 두리틀》 - 히라노 히토미 (5회 게스트) 역
- 2011년 《이름을 잃어버린 여신》 - 사와다 리카코 역
- 2012년 《타이라노 키요모리》 - 호리카와노 츠보네 역

### 영화
- 1999년 《쌍생아》 - 다이토쿠지 린 역
- 2001년 《DISTANCE》 - 유코 역
- 2002년 《해충》 - 기타 토시코 역
- 2002년 《록큰롤 미싱》 - 츠바키 메구미 역
- 2003년 《밝은 미래》 - 경찰 역
- 2003년 《아즈미》 - 습격 당한 어머니 역
- 2003년 《ALIVE》 - 사에구사 유리카 역
- 2004년 《CASSHERN》 - 이케우치 역
- 2004년 《개와 걸으면 -치로리와 타무라-》 - 후루카와 미와 역
- 2005년 《카나리아》 - 사키 역
- 2005년 《FLOWERS*》 - 특별출연
- 2007년 《콰이어트 룸에 어서오세요》 - 에구치 역
- 2008년 《서쪽의 마녀가 죽었다》 - 엄마 역
- 2009년 《고에몬》 - 이시카와 고에몬의 엄마 역
- 2010년 《사형대 엘리베이터》 - 나카이 사쿠미 역
- 2024년 《새벽의 모든》 - 후지사와 노리코 역

### 성우
- 카오스 레기온 - 시라 리비에르 역

## 음반

### 싱글
1. HINTS OF LOVE
2. Hysteric Candy
3. 벨라도나
4. 꺼져 (キエテヨ 키에테요[*])

### 정규 음반
1. 벨라도나
2. Indigo Blue

## 수상
- 제14회 다카사키영화제 최우수상 (쌍생아)
- 제1회 누샤텔국제판타스틱영화제 장편부문 대상 (쌍생아)